# الضواحي (حي)
حي الضواحي، هو إحدى التقسيمات الداخلية لمدينة بورسعيد في محافظة بورسعيد، جمهورية مصر العربية.